# Sarah The Teen Princess
Sarah The Teen Princess é uma telenovela filipina produzida e exibida pela ABS-CBN, cuja transmissão ocorreu em 2003.

## Elenco
- Sarah Geronimo
- Mark Bautista
- Ben Deatha